# Championnats du monde de tennis de table 1928
Navigation
Édition précédente Édition suivante
Les championnats du monde de tennis de table 1928, deuxième édition des championnats du monde de tennis de table, ont lieu du 24 au 29 janvier 1928 à Stockholm, en Suède.
Le titre simple messieurs est remporté par le hongrois Zoltán Mechlovits.